# Sonnenterrasse (Tirol)
Koordinaten: 47° 3′ 19″ N, 10° 37′ 40″ O

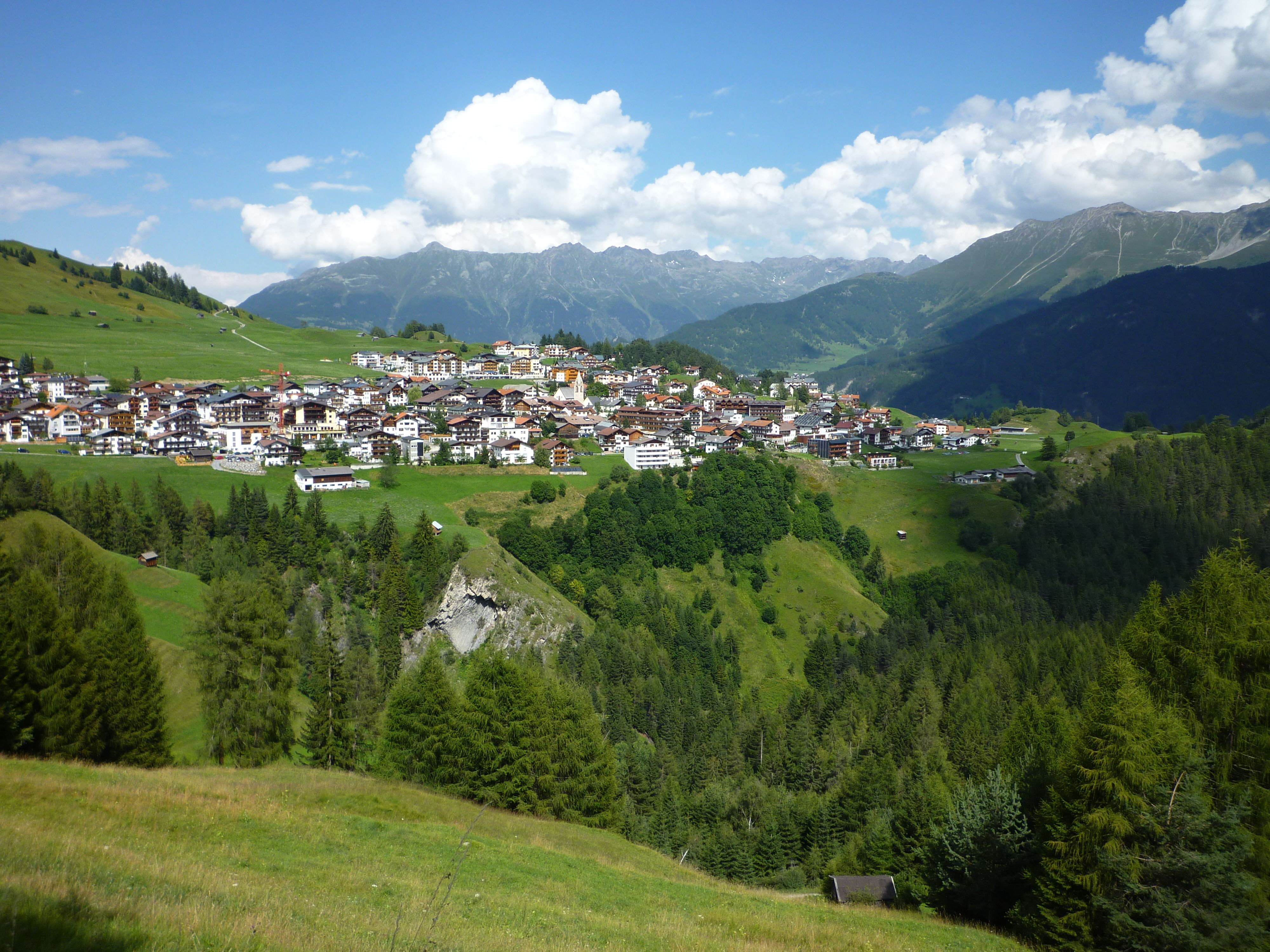
Serfaus

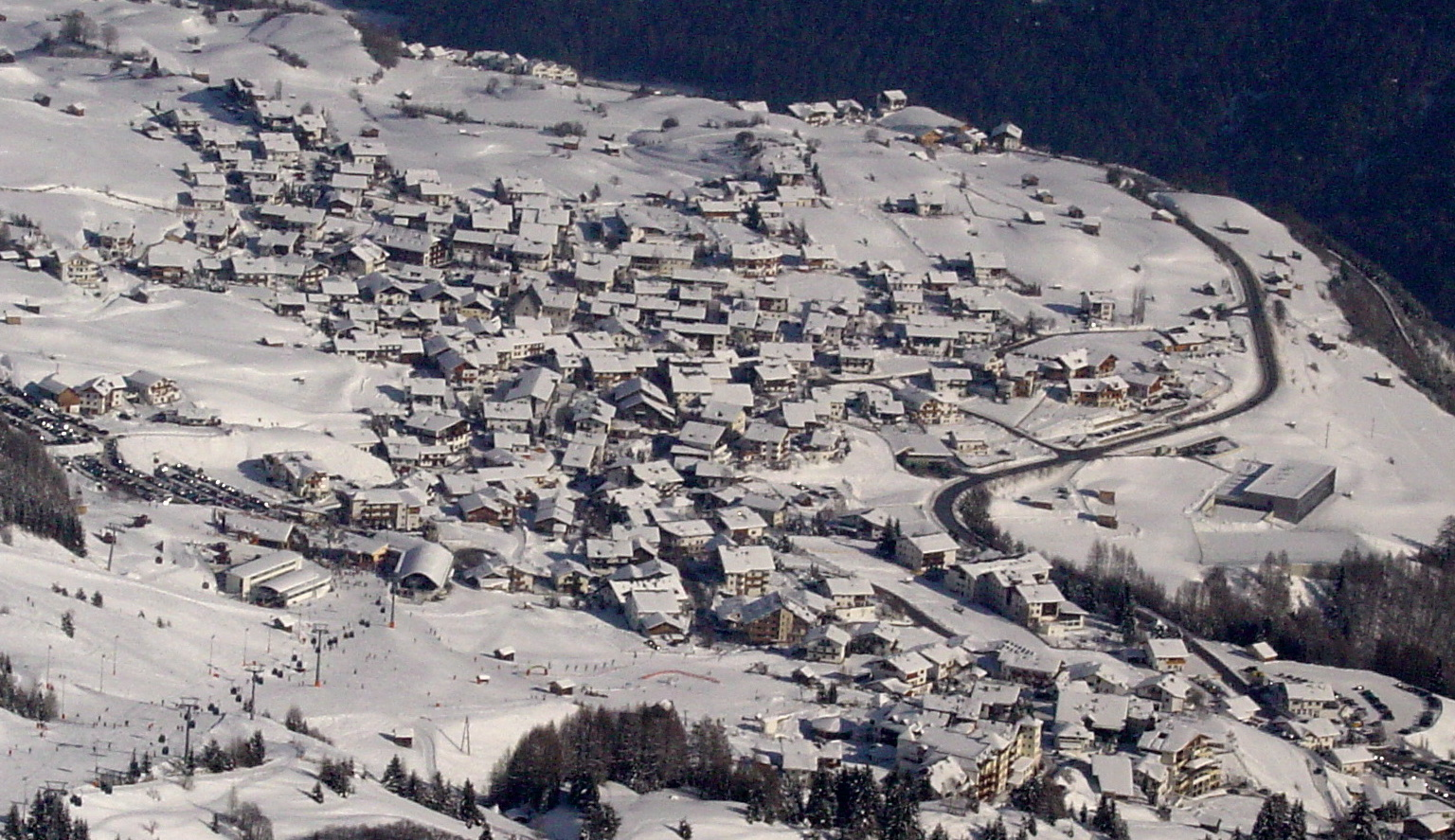
Fiss

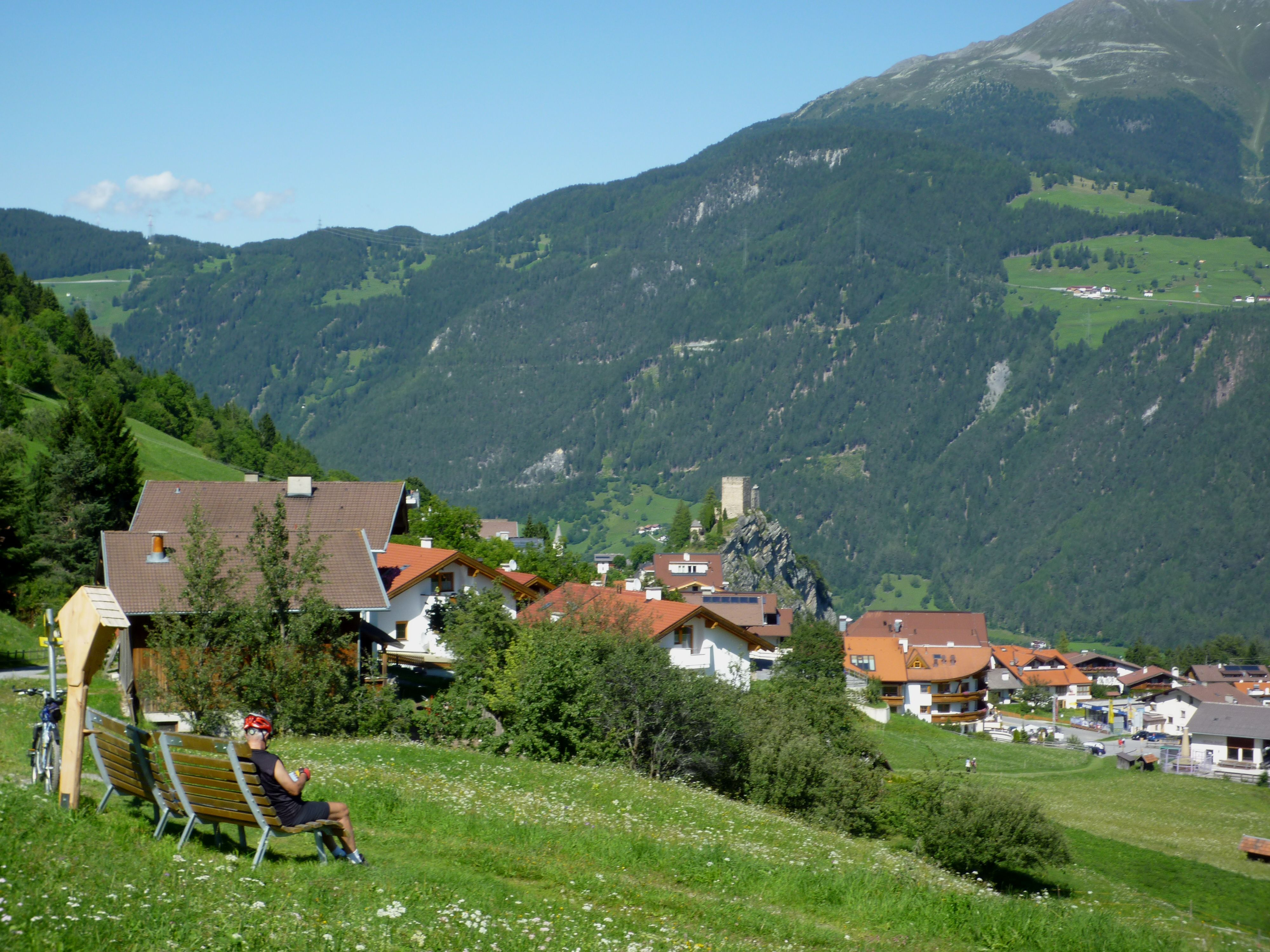
Ladis

Die Sonnenterrasse liegt auf rund 1200 bis 1400 m ü. A. und damit 400 bis 500 m über dem Talboden des Oberen Gerichts in Tirol am Fuße der Samnaungruppe. Auf ihr liegen die Gemeinden Serfaus, Fiss und Ladis, die zusammen den Planungsverband Sonnenterrasse bilden.

## Klima
Dank der inneralpinen Lage, geschützt durch bis zu 3000 m hohe Bergkämme, der Föhnlage und der besonders günstigen Sonnenexposition weist die Sonnenterrasse ein bevorzugtes Klima mit viel Sonnenschein und wenig Niederschlägen auf. Das Klima erlaubt den Anbau von Getreide bis über 1400 m Höhe. Es handelt sich um die höchste Winterweizenlage Nordtirols. Mit der Fisser Gerste wurde eine besonders robuste Sorte entwickelt, die weit über die Region hinaus Verbreitung fand.
Auf der Sonnenterrasse wurden auch zahlreiche Vogelarten beobachtet, die dank des bevorzugten Klimas in einer größeren Höhenlage brüten, als es sonst der Fall ist, darunter Mauersegler, Kohlmeise, Bachstelze, Braunkehlchen, Klappergrasmücke, Neuntöter und Stieglitz.

## Gemeinden
Die drei Gemeinden Fiss, Ladis und Serfaus bilden den Planungsverband Sonnenterrasse mit 2786 Einwohnern (Stand 1. Jänner 2024) und einer Fläche von 104,48 km², davon 10,3 % Dauersiedlungsraum. Die einheitlich gestalteten Wappen der drei Gemeinden nehmen mit einer Sonne auf die Lage auf der Sonnenterrasse Bezug.
Als Tourismusregion werden die drei Gemeinden unter dem Namen „Serfaus–Fiss–Ladis“ vermarktet.

## Wirtschaft und Verkehr
Während die sehr klein strukturierte Landwirtschaft seit der Mitte des 20. Jahrhunderts an Bedeutung verlor und die Zahl der landwirtschaftliche Betriebe von 221 im Jahr 1960 auf 106 im Jahr 2020 zurückging, hat sich der Tourismus, insbesondere im Winter, zum Haupterwerbszweig entwickelt. Das zusammenhängende Schigebiet Serfaus-Fiss-Ladis ist mit 70 Liften und Seilbahnen erschlossen. Es stehen rund 15.500 Gästebetten zur Verfügung, 2019 wurden rund 2,6 Millionen Übernachtungen, davon 1,6 Millionen im Winter, gezählt.
Die Auffahrt auf die Sonnenterrasse erfolgt von Ried im Oberinntal über die L19 Serfauser Straße, die von der Reschenstraße abzweigt und über Fiss nach Serfaus führt. Von dieser zweigt die L286 Ladiser Straße ab und führt über Ladis nach Fiss, wo sie wieder auf die Serfauser Straße trifft.